# Língua isolada
Uma língua isolada é um idioma natural sem comprovado parentesco com outra língua registrada, não pertencendo a nenhuma família ou tronco linguístico.
Exemplos de línguas isoladas:
- basco
- burushaski
- etrusco
- pirarrã
- sumério

## Línguas Paleo-Siberianas
Há um grupo de línguas faladas na Sibéria Asiática, distintas entre si, incluídas em uma família chamada Paleo-Siberiana, embora estas línguas também sejam consideradas isoladas:
- aino
- chukoto
- ket
- nivkhe

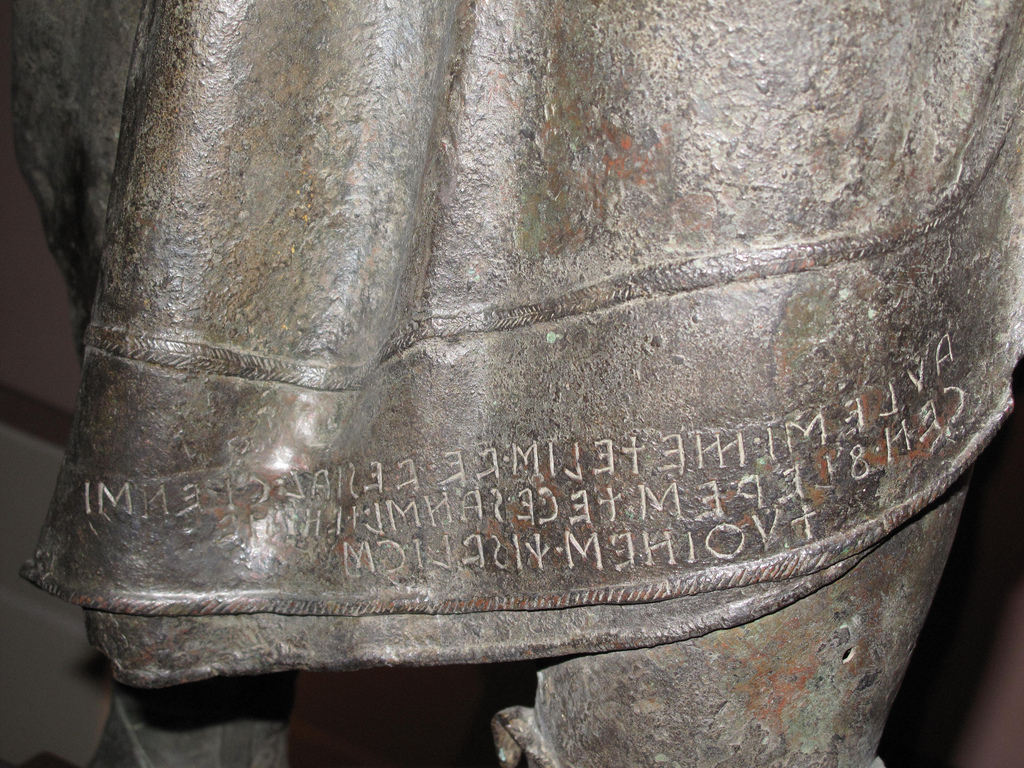
Alfabeto etrusco num detalhe da escultura Arringatore.
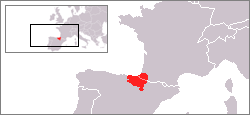
Basco: língua  falada na Europa que não pertence ao grupo das línguas indo-europeias.
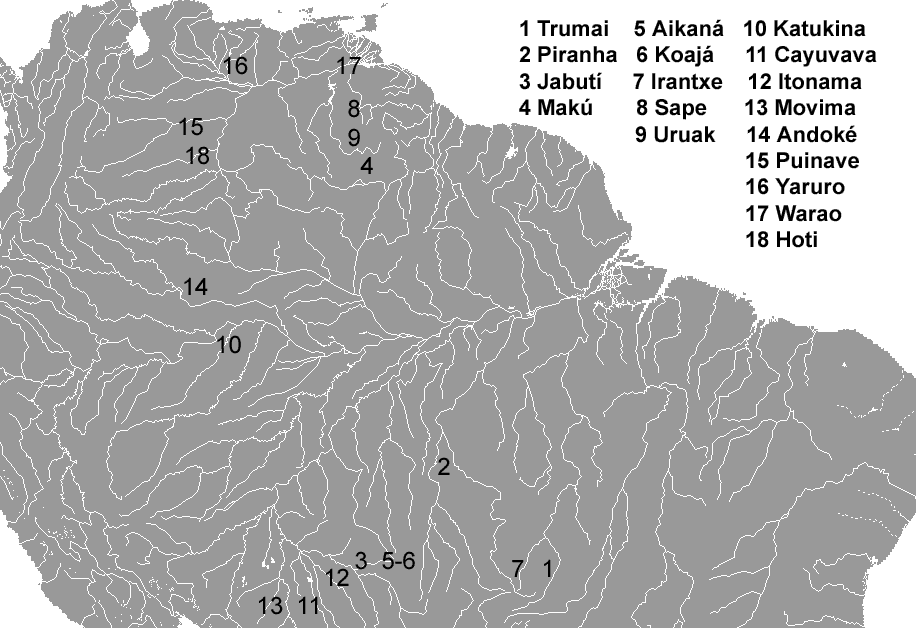
Línguas isoladas da Amazônia.